# Shimizu Motoyoshi
Pour les articles homonymes, voir Shimizu.
Shimizu Motoyoshi (清水基吉) (31 août 1918 - 30 mars 2008) est un romancier et poète japonais contemporain.
Né à Tokyo, Shimizu est étudiant au Seisoku Eigo Gakko de Kanda. Son premier texte, Tsuru (« Grue ») publié en 1941 attire l'attention du poète Hakyō Ishida qui le prend comme étudiant. Il étudie plus tard la fiction auprès de Riichi Yokomitsu, un auteur renommé. En 1944, son roman Karitachi (« Oies sauvages ») se voit décerner le prestigieux prix Akutagawa.
Sa production durant les années d'après-guerre est importante d'autant qu'il se livre également à la critique littéraire, particulièrement en poésie. De 1991 à 2004, il est directeur du musée de littérature de Kamakura qu'il a contribué à créer.

## Source de la traduction
- (en) Cet article est partiellement ou en totalité issu de l’article de Wikipédia en anglais intitulé « Shimizu Motoyoshi » (voir la liste des auteurs).